# Quercus canariensis
La quercia dell'Algeria (Quercus canariensis Willd.) è un albero della famiglia Fagaceae diffuso in Europa e Africa.

## Descrizione

### Portamento
Il portamento è arboreo e la pianta può raggiungere i 25 m d'altezza.

### Corteccia

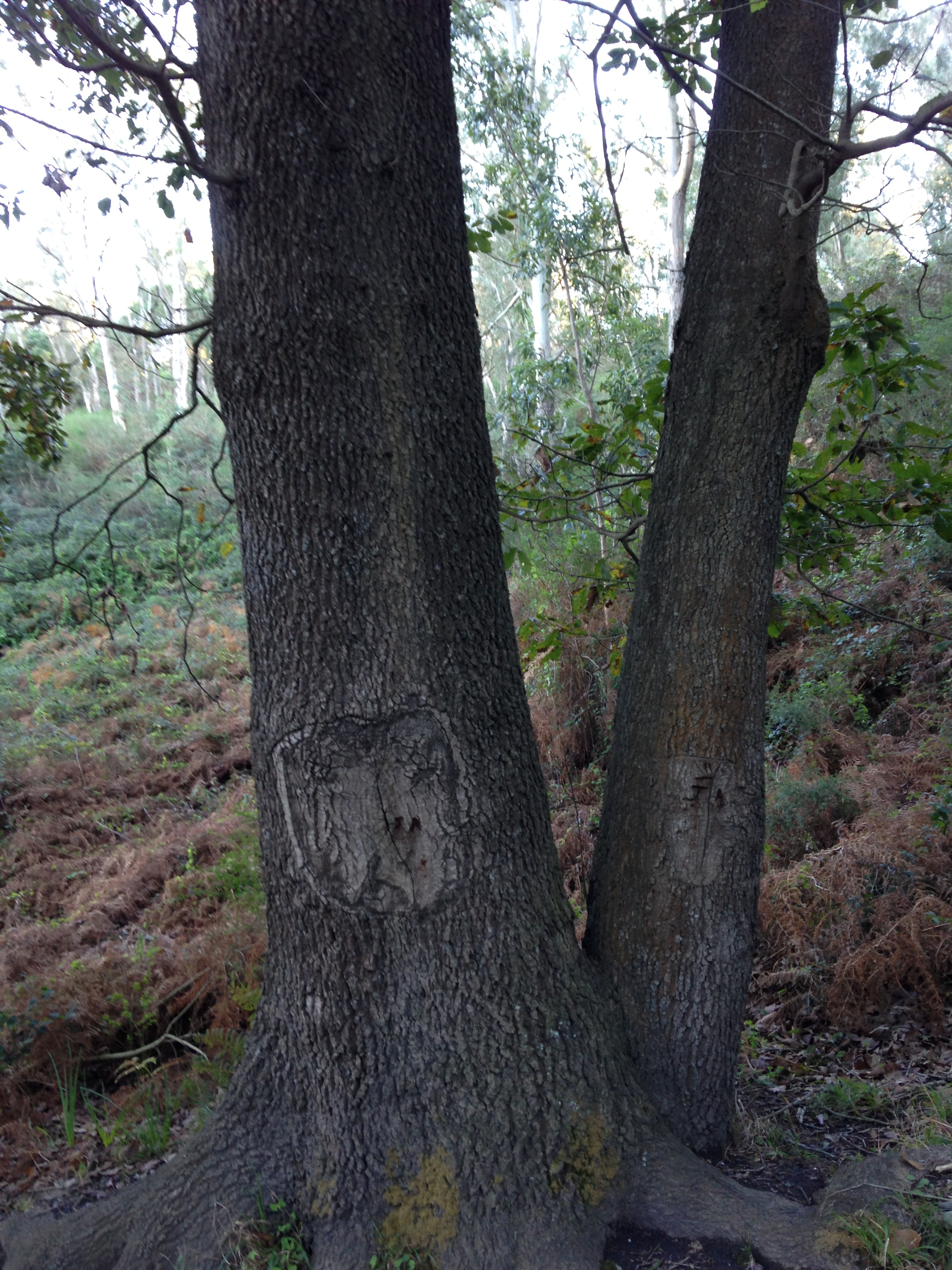
Corteccia

La corteccia, spessa e profondamente fessurata, è di colore grigio scuro.

### Foglie

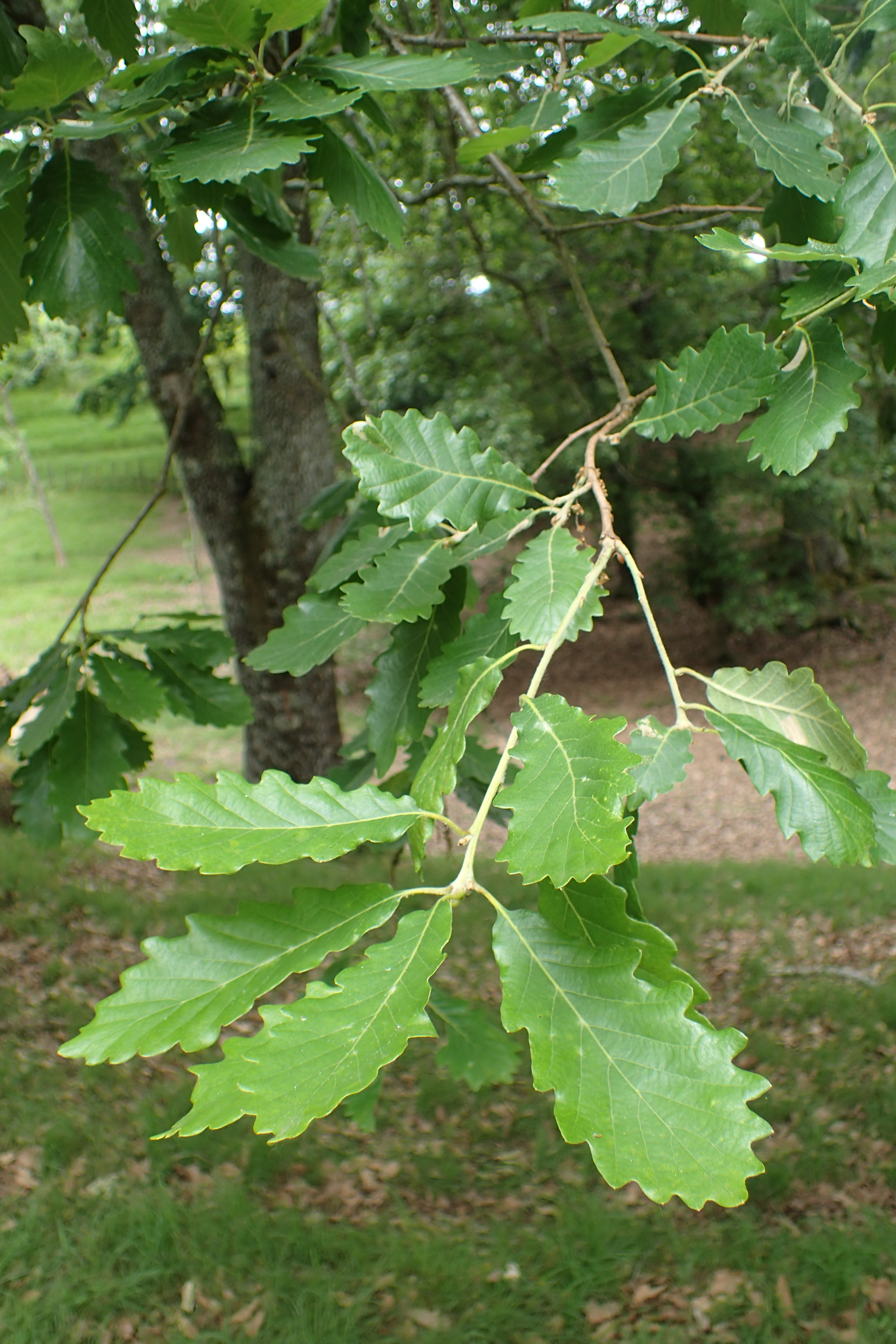
Foglie

Le foglie possono essere obovate o ellittiche e sono caratterizzate da un numero compreso tra gli 8 e i 12 lobi. Sono lunghe circa 15 cm e larghe la metà. Inizialmente rosse e ricoperte di peluria, diventano successivamente lisce e verdi, con la pagina inferiore leggermente più chiara. La specie è decidua.

### Fiori
I fiori maschili sono amenti giallo verdi mentre quelli femminili sono poco vistosi; compaiono verso la fine della primavera.

### Frutti

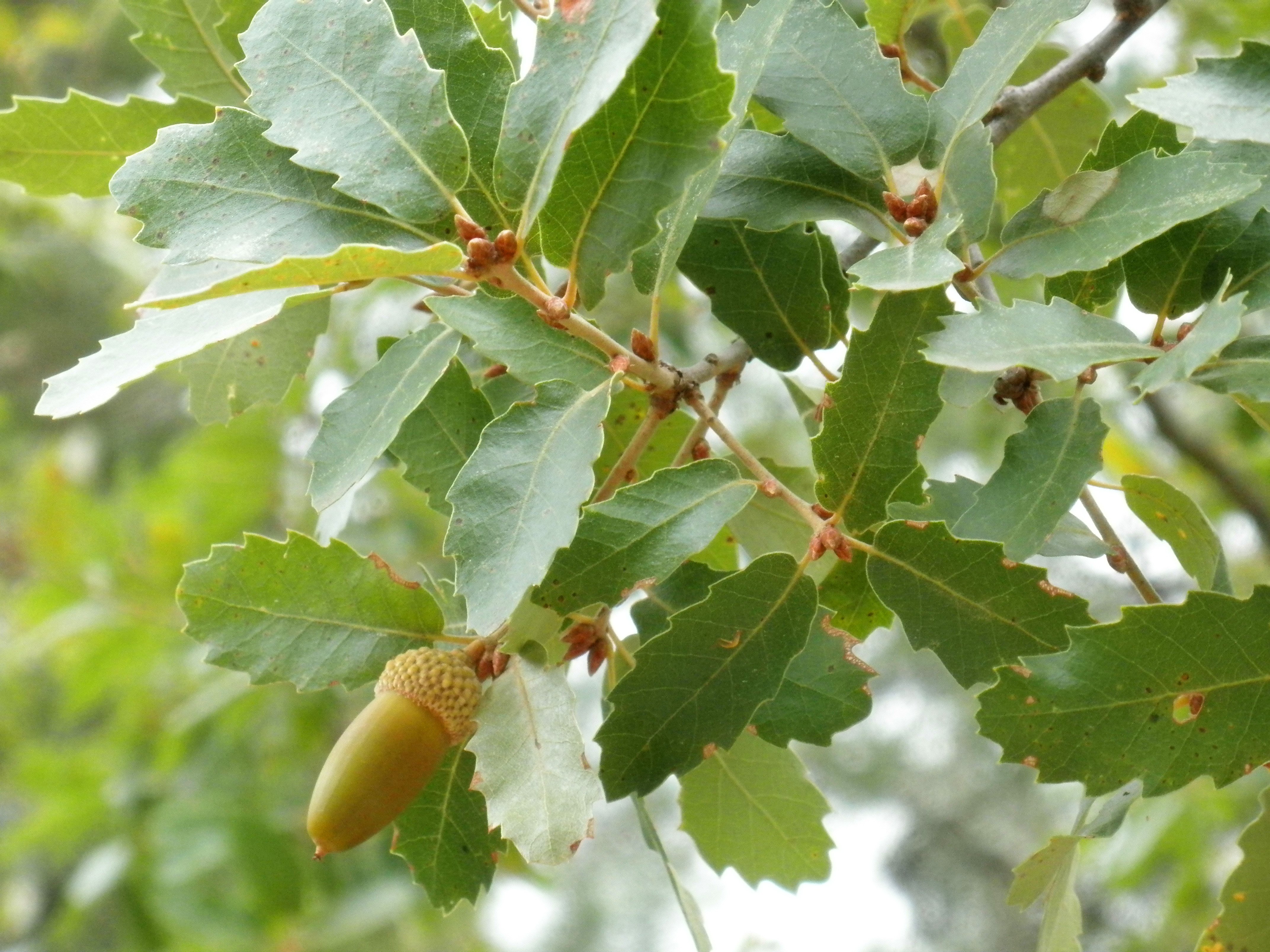
Foglie e frutti

I frutti sono ghiande lunghe circa 2,5 cm racchiuse per circa un terzo della lunghezza in una cupola squamosa e ricoperta di peluria.

## Distribuzione e habitat
Nonostante il nome suo scientifico, questa quercia non è nativa delle Canarie. La specie è originaria dei boschi dell'Europa sud-occidentale (Spagna e Portogallo) e dell'Africa nord-occidentale (Marocco, Algeria e Tunisia).